# جاي أجايي
أجايي انجليزي الجنسية من مواليد 15 جوان 1993 بلغ من العمر 30 سنة.
جاي أجايي ، من مواليد 15 جوان 1993 في لندن ، هو لاعب كرة قدم أمريكية الذي لعب كظهير في الدوري الوطني لكرة القدم (NFL).

## سيرة شخصية

### شباب
ولد في المملكة المتحدة ، وانتقل إلى الولايات المتحدة مع عائلته في سن السابعة. 

### مهنة أكاديمية
طالب في جامعة ولاية بويز ، ولعب مع فريق برونكو من 2011 إلى 2014.
تم اختياره في الجولة الخامسة، 149 بشكل عام، من قبل ميامي دولفينز في 2015 NFL Draft .

## المذكرات و المراجع
1. ↑  ESPN.com (بالإنجليزية), QID:Q3046137
2. ↑  Pro Football Reference (بالإنجليزية), Sports Reference, LLC, QID:Q7246590
3. ↑  "Super Bowl 2018: Great Britain's Jay Ajayi savours 'greatest feeling in the world' as Eagles beat Patriots[[تصنيف:مقالات تحوي نصا بالإنجليزية]]". independent.co.uk (بالإنجليزية). 5 février 2017. Archived from the original on 2021-10-17. Retrieved 8 février 2017. {{استشهاد ويب}}: تحقق من التاريخ في: |تاريخ الوصول= and |تاريخ= (help) and تعارض مسار مع وصلة (help)